# Timnath-Serah
Timnath-Serah of Timnath-heres (Hebreeuws: תמנת חרס) was de stad van Jozua in de Hebreeuwse Bijbel. Het Bijbelboek Jozua zegt dat na de verdeling van het land onder de stammen van Israël de stad Timnath-Serah op het gebergte van Efraïm aan Jozua werd gegeven. In het Bijbelboek Richteren wordt de plaats Timnath-Heres genoemd.
De stad lag volgens de Bijbel op de berg Efraïm, wat zou overeenkomen met het centrale bergachtige deel van Israël tussen Bethel en de vlakte van Jizreël.
Jozua zou ook begraven zijn geweest in zijn stad. Volgens de Joodse traditie zou ook Kaleb, de andere verspieder aangesteld door Mozes, die samen met Jozua terugkeerde van de verkenning van het land Kanaän hier begraven zijn. Jozua en Kaleb rapporteerden dat het land inneembaar was in tegenstelling tot de tien andere verspieders die meldden dat het een hopeloze zaak was.